# برايان كين (روائي)
برايان كين (بالإنجليزية: Brian Keene)‏ (22 سبتمبر 1967، بنسيلفانيا في الولايات المتحدة)؛ كاتِب ومؤلِّف وروائي أمريكي.

## روابط خارجية
- برايان كين على موقع IMDb (الإنجليزية)
- برايان كين على موقع قاعدة بيانات الفيلم (الإنجليزية)